# La Tortue (Saint-Barthélemy)
La Tortue - ou L'Escale - ou  Île Tortue, en référence aux tortues, est une île française située à 900 mètres à l'est de la pointe Mangin, au nord-est de Saint-Barthélemy et rattachée à la collectivité de Saint-Barthélemy. Son point culminant culmine à 35 mètres au-dessus du niveau de la mer. L'île et celle voisine des Grenadins, appartiennent à la réserve naturelle nationale de Saint-Barthélemy.
L'île a été reconnue Zone importante pour la conservation des oiseaux (ZICO) par la BirdLife International car elle abrite des colonies nicheuses de sternes royales et de mouettes atricilles, ainsi que quelques couples de phaétons à bec rouge.

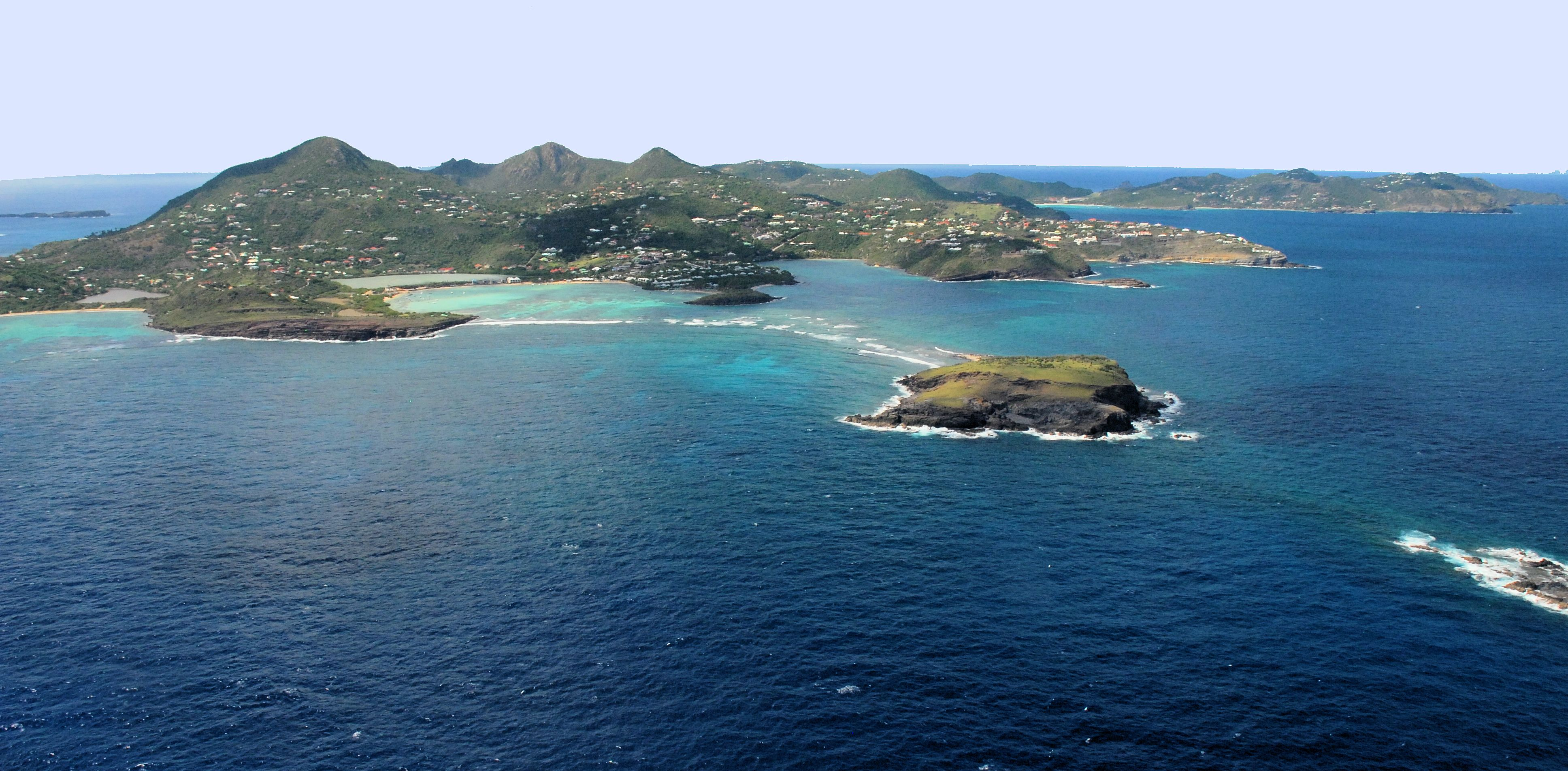
Vue panoramique de Saint-Barthélemy avec l'île de La Tortue au premier plan.